# Мауро Галван
Мауро Жералду Галван (порт. Mauro Geraldo Galvão; 19 декабря 1961, Порту-Алегри, штат Риу-Гранди-ду-Сул), более известен под именем Мауро Галван (порт. Mauro Galvão) — бразильский футболист, играл на позиции защитника. Ныне — тренер.

## Биография
В Бразилии Мауро Галван выступал за клубы «Интернасьонал», «Бангу», «Ботафого», «Гремио» и «Васко да Гама». В сезоне 1990/91 он перешёл в швейцарский «Лугано», где провёл следующие шесть сезонов, вернувшись в Бразилию в 1996 году.
После возвращения в Бразилию стал одним из ключевых игроков в обороне сначала в «Гремио», а затем и в «Васко да Гаме», с которым он выиграл чемпионаты Бразилии и штата Рио-де-Жанейро, а также в 1998 году Кубок Либертадорес. По мнению Вандерлея Лушембурго, в 1998 году возглавившего сборную Бразилии, на Мундиале во Франции именно Галван должен был стать основным защитником бразильцев, но из-за возраста его не рискнул включить в заявку предшественник Лушембурго Марио Загалло. 

Узнав, что я остался вне заветного «списка 22», я ужасно расстроился. Ведь в тот момент я был на пике своей формы.— 
В 1984 году Галван стал серебряным призёром Олимпийских игр. За основную сборную дебютировал в апреле 1986 года против Перу. Мауро Галван попадал в состав сборной Бразилии на Чемпионатах мира 1986 и 1990 годов. На турнире 1986 года из пяти матчей Бразилии Галван не появился на поле ни разу. Однако на чемпионате 1990 года Галван неизменно выходил в стартовом составе сборной во всех её четырёх матчах: против сборных Швеции, Коста-Рики, Шотландии в рамках группового этапа и против Аргентины в 1/8 финала. Все эти игры он провёл без замен кроме встречи с аргентинцами, где, получив жёлтую карточку на 50-й минуте, был заменён на 83-й минуте.
После завершения карьеры футболиста работал тренером, возглавлял «Васко да Гаму», «Ботафого» и «Наутико» из Ресифи. В 2009 году стал исполнительным директором «Гремио». Затем полгода работал на той же должности в «Витории». В 2010—2011 годах был спортивным директором «Аваи».

## Достижения
Интернасьонал
- Чемпион Бразилии (1): 1979
- Чемпион штата Риу-Гранди-ду-Сул (4): 1981, 1982, 1983, 1984
- Обладатель Кубка Жоана Гампера (1): 1982

Ботафого
- Чемпион штата Рио-де-Жанейро (2): 1989, 1990

Лугано
- Обладатель Кубка Швейцарии (1): 1992/93

Гремио
- Чемпион штата Риу-Гранди-ду-Сул (2): 1996, 2001
- Чемпион Бразилии (1): 1996
- Чемпион Кубка Бразилии (2): 1997, 2001
- Обладатель Рекопы (1): 1996

Васко да Гама
- Чемпион штата Рио-де-Жанейро (1): 1998
- Чемпион Бразилии (2): 1997, 2000
- / Турнир Рио-Сан-Паулу (1): 1999
- Обладатель Кубка Либертадорес (1): 1998
- Обладатель Кубка Меркосур (1): 2000

Сборная Бразилии
- Победитель Кубка Америки (1): 1989